# Neuberend
Neuberend (tiếng Đan Mạch: Ny Bjernt) là một đô thị thuộc huyện Schleswig-Flensburg, bang Schleswig-Holstein, Đức.